# Orličan M-2
Die Orličan M-2 Skaut (deutsch Pfadfinder) war ein tschechoslowakisches Schulflugzeug.

## Entwicklung
Die M-2 entstand als Nachfolger des erfolgreichen Sportflugzeugs M-1 Sokol von 1946. Wie dieses wurde sie vom Chefkonstrukteur Ingenieur Zdeněk Rublič im nach dem Krieg in Orličan umbenannten ehemaligen Beneš-Mráz-Werk in Choceň zeitgleich zur M-3 Bonzo entworfen. Ebenso besaß sie ein Bugradfahrwerk und war vollständig aus Holz gefertigt. Als angehendes Schulflugzeug erhielt sie für Fluglehrer- und -schüler zur besseren Kommunikation zwei nebeneinanderliegende Sitze. Der Antrieb bestand aus einem noch aus der Vorkriegszeit stammenden Praga-D-Motor mit 55 kW, der eine starre Holzluftschraube antrieb.
1948 war der Prototyp fertiggestellt und führte mit dem Luftfahrzeugkennzeichen OK–CEB versehen seinen Erstflug durch. Wie seinem Parallelentwurf M-3 war aber auch der M-2 kein Erfolg beschieden und es blieb bei diesem einen Exemplar. Die Entwicklung führte jedoch zum in Serie gebauten Nachfolger L-40 Meta Sokol von 1956.

## Aufbau
Die M-2 war ein freitragender Tiefdecker in Ganzholzbauweise. Der Tragflügel mit zweiteiligen Landeklappen bestand aus dem Mittelstück und zwei Außenflügeln mit relativ großer positiver V-Stellung und leicht positiv gepfeilten Vorderkanten. Das Normalleitwerk war ebenfalls freitragend. Das Bugradfahrwerk war starr und einfach bereift.

## Technische Daten

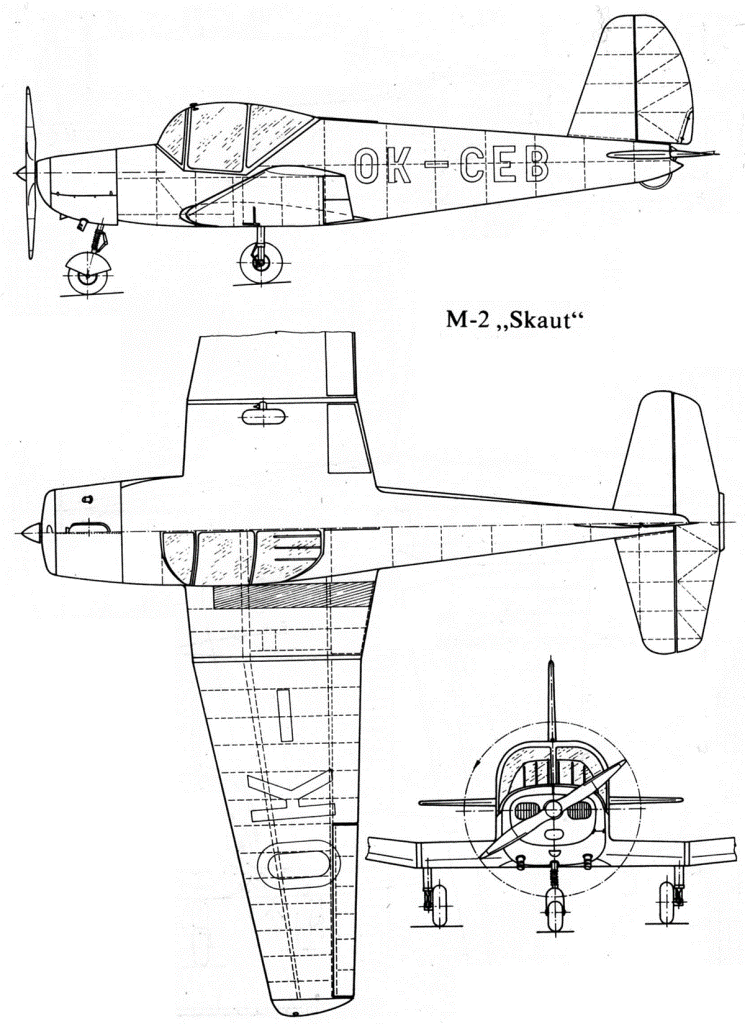
Dreiseitenansicht

| Kenngröße             | Daten                                                                                             |
| --------------------- | ------------------------------------------------------------------------------------------------- |
| Besatzung             | 1–2                                                                                               |
| Spannweite            | 10,00 m                                                                                           |
| Länge                 | 6,75 m                                                                                            |
| Höhe                  | 2,64 m                                                                                            |
| Flügelfläche          | 13,8 m²                                                                                           |
| Flügelstreckung       | 7,2                                                                                               |
| Flächenbelastung      | 43 kg/m²                                                                                          |
| Leistungsbelastung    | 7,8 kg/PS                                                                                         |
| Leermasse             | 370 kg                                                                                            |
| Startmasse            | 660 kg                                                                                            |
| Antrieb               | ein luftgekühlter Vierzylinder-Viertakt-Boxermotor Praga D mit starrer Zweiblatt-Holzluftschraube |
| Leistung              | 55 kW (75 PS)                                                                                     |
| Höchstgeschwindigkeit | 185 km/h                                                                                          |
| Reisegeschwindigkeit  | 150 km/h                                                                                          |
| Steigzeit             | 7 min, 15 s auf 1000 m                                                                            |
| Dienstgipfelhöhe      | 4200 m                                                                                            |
| Reichweite            | 700 km                                                                                            |